# ニューギニア島沖地震

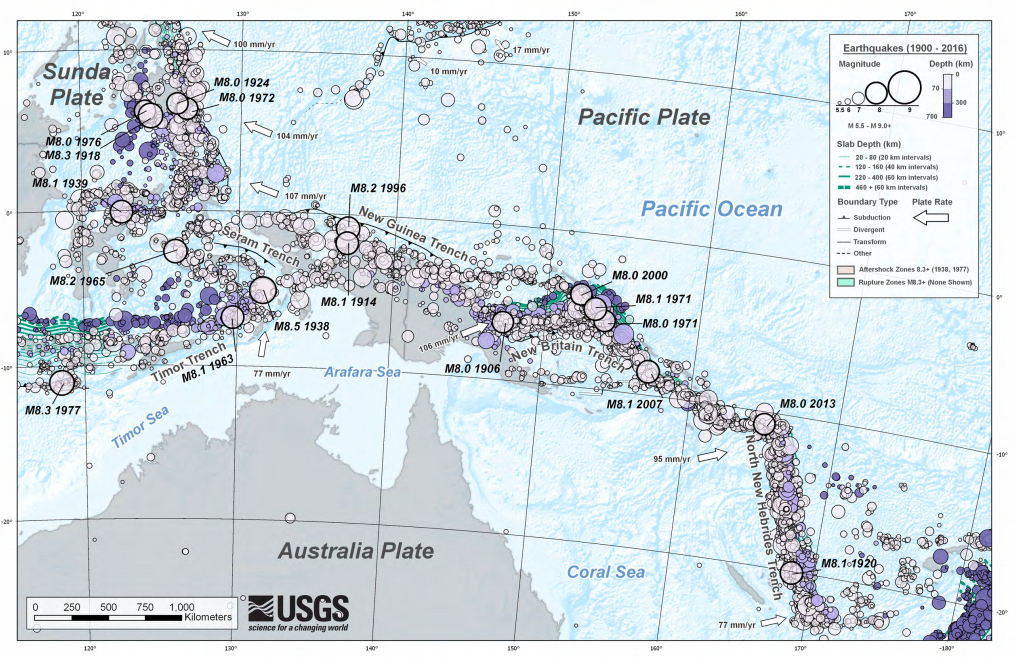
ニューギニア島周辺のM5.5以上の地震 (1900 - 2016)

ニューギニア島沖地震（ニューギニアとうおきじしん）とは、ニューギニア島の北海岸沖で発生した地震である。ニューギニア島地震とも呼ばれる。

## 特徴
ニューギニア島のあるインドネシア周辺は、ユーラシアプレートや太平洋プレートなど多くのプレートがひしめきあっている地域であり、もともと地震が多く発生している。ニューギニア島沖地震はスマトラ島沖地震と同様にプレートの境界付近で発生し、特に1996年、2002年、2009年にマグニチュード7 - 8前後の大きな地震が発生している。ニューギニア島から北の方角には日本列島があり、しかもその間には大きな陸地や島が全く存在しないため、ニューギニア島沖で地震が発生すると、津波が日本本土や小笠原諸島に到達することも多い。実際に1996年と2009年の地震では、小笠原諸島や日本本土の太平洋沿岸各地で津波が観測されている。

## 1996年の地震
2月17日5時59分（世界協定時）に発生。震源の深さは33 km、マグニチュードは8.2（8.1とも言われている）。
震源に近いインドネシアでは地震と高いところでは7メートルにも及ぶ大きな津波により、少なくとも108人が死亡、58人が行方不明となる被害を出した。

### 日本への影響
NHK総合テレビジョンでは、北海道豊浜トンネル岩盤崩落事故関連の報道特別番組を放送していた17時30分（以下表記する時刻は全てJST）に津波注意報が発表、20時15分に父島で103 cmの津波を観測した。
それから約1時間後の21時25分、北海道から本州、四国にかけての太平洋沿岸と、北方四島、伊豆諸島、小笠原諸島、淡路島の全ての海岸、東京湾、大阪湾沿岸（大阪府、兵庫県南部の海岸）に津波警報が、壱岐、対馬、五島列島を含む九州、山口県、南西諸島の全ての海岸に津波注意報が発表された。日本列島のうち、山口県以東の日本海沿岸、瀬戸内海沿岸、津軽海峡沿岸以外の全ての海岸が津波情報の対象となったため、NHKでは報道特別番組に加えて緊急警報放送を発信した。民放でも広範囲にわたる津波警報発表を受け、多くの放送局で報道特別番組が実施された。
この地震では和歌山県で90 cmの津波が観測されたものの、津波による大きな被害は発生しなかった。

## 2009年の地震
2009年1月4日の午前4時43分に南緯0度24.4分、東経132度52.1分のニューギニア島西部の北岸、深さ17 kmを震源とする地震が発生した。また、この地震の約3時間後の午前7時33分にやや東の南緯0度42.5分、東経133度20.2分の深さ23 kmを震源とする地震が発生した。後者は前者の余震ではなく、前者が引き金になって発生した別の地震と考えられている。
これらの地震により、現地では死者5人以上、負傷者250人以上、建物被害840棟以上などの被害が生じた。震源に近いインドネシアではホテルが1棟倒壊し、少数ながら死者も発生するなど被害が出た。津波も観測されたが、津波による被害はほとんどなく、被害はほぼ地震そのものによる建物の倒壊や損壊によるものであった。

### メカニズム
震央の周辺では太平洋プレートに対してインド・オーストラリアプレートが沈み込んでいる。これらの地震も太平洋プレートとインド・オーストラリアプレートの境界で発生した地震と考えられ、発震機構はともに北東－南西方向に圧力軸を持つ逆断層型であった。4時43分の地震の規模は実体波マグニチュード (mb) 6.5、表面波マグニチュード (Ms) 7.5、モーメントマグニチュード (Mw) 7.6と推定され、7時33分の地震の規模は実体波マグニチュード (mb) 6.6、表面波マグニチュード (Ms) 7.4、モーメントマグニチュード (Mw) 7.4と推定される。

### 日本への影響
気象庁はこの地震を受けて早速津波の襲来を想定したシミュレーションを実施したが、過去に震央の付近で発生した津波の資料がなく、量的津波予報データベースの想定断層モデルが置かれていなかった。このため、今回の震央より東側で約400 kmの地震による津波シミュレーション結果および過去の津波記録を用いて、日本沿岸での津波の影響を評価した結果、日本の沿岸での津波の高さは、津波注意報基準の20 cmには達しないと判断したため、午前7時27分に「若干の海面変動」の津波予報を発表した。ところが、午前9時55分に小笠原諸島の父島で36 cmの津波が観測されたため、気象庁は地震発生から5時間以上後の午前10時08分に相模湾・三浦半島、静岡県、愛知県外海、三重県南部、和歌山県、徳島県、高知県、小笠原諸島、伊豆諸島の海岸に津波注意報を発表した。午前10時38分にはこれらに加えて宮崎県、鹿児島県東部、種子島・屋久島地方、奄美群島・トカラ列島の海岸にも津波注意報を発表した。
津波は、注意報の発表された海岸で多く確認された。以下で記すものは、各地で観測された津波の最大の高さである。これらの津波による目立った被害は特に発生しなかった。津波注意報も地震発生からほぼ11時間後の午後3時45分に全て解除された。
- 和歌山県串本町袋港 … 午後0時14分観測、40 cm（第2波。第1波は午前10時36分に観測し、30 cm）
- 小笠原諸島父島二見 … 午前9時55分観測、36 cm
- 静岡県御前崎 … 午後3時08分観測、30 cm
- 高知県須崎港 … 午後1時23分観測、30 cm
- 徳島県由岐 … 午後0時53分観測、30 cm
- 三重県熊野市 … 午前11時53分観測、30 cm
- 鹿児島県南大隅町大泊 … 午前11時40分観測、30 cm
- 種子島熊野 … 午前11時23分観測、30 cm
- 奄美大島奄美市小湊 … 午前9時38分観測、30 cm
- 高知 … 午後3時16分観測、20 cm
- 八丈島神湊 … 午後2時57分観測、20 cm
- 宮崎県日南市油津 … 午後2時44分観測、20 cm
- 高知県土佐清水 … 午後2時42分観測、20 cm
- 愛知県田原市赤羽根 … 午後2時33分観測、20 cm
- 三宅島阿古 … 午後2時29分観測、20 cm
- 宮崎港 … 午後2時15分観測、20 cm
- 和歌山県御坊市祓井戸 … 午後1時58分観測、20 cm
- トカラ列島中之島 … 午後1時27分観測、20 cm
- 神奈川県三浦市油壺 … 午後1時14分観測、20 cm
- 静岡県南伊豆町石廊崎 … 午前11時48分観測、20 cm
- 種子島西之表 … 午前11時37分観測、20 cm
- 神津島港 … 午前11時34分観測、20 cm
- 三重県尾鷲 … 午前10時45分観測、20 cm
- 和歌山県那智勝浦町浦神 … 午前10時20分観測、20 cm
- 和歌山 … 午後3時14分観測、10 cm
- 徳島県小松島 … 午後2時42分観測、10 cm
- 和歌山県白浜町堅田 … 午後2時27分観測、10 cm
- 静岡県沼津市内浦 … 午後1時48分観測、10 cm
- 三重県鳥羽 … 午後1時13分観測、10 cm
- 宮崎県日向市細島 … 午前10時38分観測、10 cm

## 補足
- 日本国内では津波による目立った被害はなかったために、この地震に関してはあまり関心がもたれていないが、1996年の事例のように、津波警報が非常に広い範囲に発表されたことは、1985年に緊急警報放送が施行されて以来、1993年の北海道南西沖地震と2010年のチリ地震、そして2011年の東北地方太平洋沖地震以外にはない（津波注意報が発表された例は2007年のペルー地震など数件あり）[11]。